# إنتاج الهيدروجين الحيوي

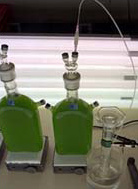
مفاعل الأشنيات الحيوي لإنتاج الهيدروجين.

تمثل عملية  الإنتاج الحيوي للهيدروجين  طريقةً للانشقاق الضوء حيوي للماء والتي تحدث في المفاعل الحيوي الضوئي المغلق والقائم على إنتاج الهيدروجين بواسطة الأشنيات. حيث تنتج الأشنيات الهيدروجين تحت ظروفٍ معينةٍ. في عام 2000، تم اكتشاف أنه لو حُرِمَت أشنيات C. reinhardtii   من الكبريت، فإنها ستتحول من إنتاج الأكسجين، كما هو الحال في عملية البناء الضوئي العادية، إلى إنتاج الهيدروجين.

## قضايا تصميم المفاعل الحيوي
- تقييد إنتاج الهيدروجين في عملية التمثيل الضوئي بواسطة تدرج (انحدار البروتين) (بالإنجليزية:  proton gradient)‏.
- المنع التنافسي لإنتاج الهيدروجين في عملية التمثيل الضوئي بواسطة ثاني أكسيد الكربون.
- الحاجة إلى رابطة بيكربونات في النظام الضوئي الثاني (بالإنجليزية:  photosystem)‏ بهدف التمثيل الضوئي الكافي (بالإنجليزية:  photosynthesis efficiency)‏.
- تصريف الإلكترونات التنافسي بواسطة الأكسوجين في إنتاج الهيدروجين الطحلبي (الأشني).
- يجب على الاقتصاديين توصيل أسعار تنافسية لمصادر الطاقة الأخرى وأن الاقتصاديين معتمدون على عوامل متغيرة متعددة.
- إحدى العقبات الفنية الرئيسية تتمثل في كفاءة تحويل الطاقة الشمسية إلى طاقة كيميائية مخزونة في الهيدروجين الجزيئي.

ما زالت المحاولات جارية لحل هذا المشكلات من خلال الهندسة الحيوية.

## زباني الاستشعار الأبتر
تقلص حجم زباني استشعار الكلورفيل في الأشنيات الخضراء، أو تم بتره، وذلك بهدف زيادة كفاءة التحول الشمسي الضوئي الضوئي الحيوي وكذلك نتاج جزيء الهيدروجين. حيث يُقَلِل حجم زباني استشعار الكلوروفيل المبتورة من امتصاص والإسراف في تبديد ضوء الشمس بواسطة الخلايا الفردية، مما يُسفر عن كفاءةٍ أفضلٍ لاستخدام الضوء وقدرةٍ إنتاجيةٍ أعظم للتمثيل الضوئي بواسطة مزرعة كتل الإشنيات الخضراء.

## معالمٌ بارزةٌ
اكتشف باحثٌ ألمانيٌ في عام 1939 يُدْعَى هانز جافرون، في أثناء عمله في جامعة شيكاغو، أن الأشنيات الخضراء التي كان يقوم بدراستها (Chlamydomonas reinhardtii) لها القدرة على التحول فيما بين إنتاج الهيدروجين والأكسوجين. [بحاجة لمصدر]
أما في عام 1997، فقد اكتشف البروفيسور أنستازيوس ميليس، على إثر أعمال هانز جافرون، أن منع الكبريت سيتسبب في تحويل الأشنيات من إنتاج الأوكسجين إلى إنتاج الهيدروجين. حيث وجد أنستازيوس أن إنزيم الهيدروجيناز هو المسؤول عن ذلك التفاعل.
وفي عام 2006 قام باحثون من جامعة بيلفيلد (بالإنجليزية: University of Bielefeld)‏ وجامعة كوينز لاند (بالإنجليزية: University of Queensland)‏ بتغيير طحلب  Chlamydomonas reinhardtii  أحادي الخلية الأخضر وراثياً بطريقةٍ تجعلها تنتج كميةً كبيرةً من الهيدروجين. هذا ويستيطع Stm6، على المدى الطويل، إنتاج خمسة أضعاف كمية ما يتم إنتاجه من الصورة البرية الطبيعية من ذلك الطحلب بالإضافة إلى نحو نسبة 1.6 إلى 2.00 من كفاءة الطاقة.
وفي عام 2007، اُكْتُشِفَ أن النحاس يُضاف إلى كتل الأشنيات المنتجة للأوكسجين مما يسمح بالتحول من إنتاج الأوكسجين إلى إنتاج الهيدروجين.
هذا وقام أنستازيوس ميلز في دراسته لكفاءة تحويل الطاقة الشمسية إلى طاقة كيميائية في أجيال (tlaX) المتحورة أو المهجنة من  Chlamydomonas reinhardtii ، بتحقيق إنجاز زيادة الكفاءة بنسبة 15%، مما أوضح أن حجم زباني الكلوروفيل المبتورة أو المنتفصة  يقلص من الإسراف في تبديد ضوء الشمس بواسطة الخلايا الفردية. هذا ويمكن ازدواج عملية تحول الطاقة الشمسية إلى طاقة كيميائية بهدف إنتاج خليطاً متنوعاً من الوقود الحيوي ومن بينها الهيدروجين.
ومؤخراً في عام 2008، حيث قام أنستازيوس ميلز في دراسته لكفاءة تحول الطاقة الشمسية إلى طاقة كيميائية في أجيال  Chlamydomonas reinhardtii (tlaR)  المتحورة، وجد زيادة الكفاءة بنسبة 25% من حد أقصى كان قد توصل إليه نظرياً وصل إلى 30%.

## البحث والدراسة
- تم تطوير عام 2006 في جامعة كارلسروه (بالإنجليزية: University of Karlsruhe)‏ نمطاً من المفاعل الحيوي محتوياً على كمية تتراوح من 500 إلى 1000 لتر من مزارع الأشنيات. حيث هدف تصميم ذلك المفاعل إلى استخدامه لإثبات الجدوى الاقتصادية من النظام الخاص في عام 2011. [بحاجة لمصدر]
- وفي عام 2009، تختبر شركة HydroMicPro المفاعلات المسطحة.[11]

## الاقتصاديات
ستمثل مساحة 25.000 كيلومتراً مربعاً مساحةً كافيةً ليتم التخلص من استخدام الغازولين في الولايات المتحدة الأمريكية. ولوضع مثل ذلك الهدف في الاعتبار، فإن مثل تلك المساحة توفر نحو 10% تقريباً من المساحة المقررة لزراعة الصويا في الولايات المتحدة الأمريكية.
هذا وقد حددت إدارة الطاقة الأمريكية سعر لبيع الكيلوغرام وصل إلى 2.60 دولاراً أمريكياً كهدفاً لجعل إنتاج الهيدروجين المتجدد متاحاً اقتصادياً. ويتعادل ما يُنتجه كيلوغراماً واحداً من الطاقة مع ما ينتجه غالوناً واحداً من الغازولين. ولتحقيق مثل هذا، يجب أن تصل كفاءة تحول الضوء إلى هيدروجين إلى نسبة 10% بينما تُقَدَرُ الكفاءة الحالية بنسبة 1% وسعر البيع لها هو 13.53 للكيلوغراماً الواحد.
وبناءً على تقدير إدارة الطاقة الأمريكية للتكلفة، فالبنسبة إلى محطات تمويل الوقود لما تحتاجة 100 سيارة يويمياً، فإن ذلك الكم يتطلب 300 كيلوغراماً. ومع التقنية المتوفرة حالياً، فإن النظام القائم بذاته اللازم لإنتاج 300 كيلو غراماً يومياً، سيتطلب 110.000 متراً مربعاً من البرك ذات تركيز الخلية بنسبة تركيزٍ 0.2 جم/ لتر من المتحورات مبتورة الزباني و 10 سم عمق للبركة.
كما تشتمل مساحة البحث التطبيقي، والتي من المقرر أن تزيد من الكفاءة، على تنمية عملية الهدرجة (بالإنجليزية: hydrogenases)‏  متسامحة الأكسوجين ومعدلات إنتاج الهيدروجين المتزايدة عبر تحسين انتقال الإلكترون.

## التاريخ
اكتشف باحثٌ ألمانيٌ في عام 1939 يُدْعَى هانز جافرون، في أثناء عمله في جامعة شيكاغو، أن الأشنيات الخضراء التي كان يقوم بدراستها ( Chlamydomonas reinhardtii ) لها القدرة على التحول فيما بين إنتاج الهيدروجين والأكسوجين. إلا أن جافرون لم يكتشف مطلقاً السبب الكامن وراء ذلك التغير، كما فشل العديد من العلماء الآخرين، في محاولاتهم لتحقيق ذلك الاكتشاف، في التوصل لمثل ذلك السبب كذلك. إلا أنه وفي فترة التسعينات من القرن العشرين، اكشتف العالم انستازيوس ميلز (بالإنجليزية: Anastasios Melis)‏، والذي يعمل باحثاً في جامعة كاليفورنيا ببركلي، أنه لو حُرٍمَت مزرعة متوسطة من الأشنيات من الكبريت، فإنها ستتحول من إنتاج الأكسوجين (كما هو الحال في عملية البناء الضوئي الطبيعية) إلى إنتاج الهيدروجين. حيث وجد أن الإنزيم المسؤول عن مثل ذلك التفاعل هو إنزيم الهيدروجيناز (بالإنجليزية: hydrogenase)‏، إلا أن الهيدروجيناز يفتقر إلأى تلك الخاصية في حالة وجود الأكسوجين. كما وجد ميلز أن استنفاذ كمية الكبريت المتاحة للأشنيات تقاطع تدفق الأكسوجين الداخلي لها، مما يسمح بتوفير بيئة للهيدروجيناز ليتفاعل في ظلها، مسفراً عن إنتاج الأشنيات للهيدروجين. وتُعَدُ  Chlamydomonas moewusii  سلالةً جيدةً لإنتاج الهيدروجين. ويحاول العلماء بمختبر أرغون الوطني التابع لإدارة الطاقة الأمريكية بإيجاد السبل لإيجاد ما يحل محل دور الهيدروجيناز والذي يتفاعل لإنتاج الهيدروجين ولتوفيره في عملية البناء الضوئي. ومن المتوقع أن تكون النتيجة معبرةً عن إنتاج كميةٍ كبيرةٍ من غاز الهيدروجين، والتي من المحتمل أيضاً أن تكون متناسبة مع كمية الأكسوجين التي يتم إنتاجها.

## وصلات خارجية
- DOE – توقع إنتاج حيوي للهيدروجين.
- الوقود الحيوي من الطاقة الشمسية
- منظمة الأغذية والزراعة العالمية
- مضاعفة كفاءة استخدام الضوء وإنتاج الهيدروجين في مزارع الأشنيات الطحلبية الميكروبية
- DIY – مفاعل الأشنيات/الهيدروجين الحيوي عام 2004
- تقارير NREL
- إنتاج جزيء الهيدروجين الضوئحيوي من الأشنيات التدويري التابع لEERE